# Balogh Elemér (jogász)
Balogh Elemér (Zalaegerszeg, 1958. december 5. –) magyar jogtudós, jogtörténész, egyetemi tanár, 2005-2014 között az Alkotmánybíróság tagja volt. Kutatási területe a büntetőjog magyar és európai története, az egyházi bíráskodás és az alkotmánytörténet.

## Életpályája
1977-ben érettségizett, majd a kötelező sorkatonai szolgálat teljesítése után 1978-ban kezdte meg egyetemi tanulmányait a József Attila Tudományegyetem (2000-től Szegedi Tudományegyetem) Jogtudományi Karán. Itt szerzett jogi diplomát 1983-ban. Mestere Pólay Elemér, Both Ödön és Ruszoly József volt. 1985-ben jogtanácsosi szakvizsgát tett. Diplomájának megszerzése után az egyetem európai jogtörténeti tanszékének oktatója lett. 1989 és 1991 között a Freiburgi Egyetemen vett részt posztgraduális képzésen. Később Szegeden megkapta adjunktusi, illetve egyetemi docensi kinevezését. 2001-ben habilitált, egy évvel később egyetemi tanári kinevezést kapott. 2005-ben az európai jogtörténeti tanszék vezetője lett. 2015-ben az egyetem Állam- és Jogtudományi Karának tudományos dékánhelyettesévé választották. Az egyetemen európai alkotmány- és jogtörténetet, valamint büntetőjog-történetet oktat. Magyarországi állásai mellett 1998–1999-ben az Alexander von Humboldt Alapítvány ösztöndíjasaként a müncheni Leopold Wenger Intézetben kutatott. 2016. Július 1-től 2019. Június 31-ig a Szegedi Tudományegyetem Állam- és Jogtudományi karának Dékánja.
1992-ben védte meg doctor iuris értekezését Freiburgban, amit 1996-ban PhD-fokozatként honosítottak. Az MTA Szegedi Akadémiai Bizottsága jogtudományi szakbizottságának titkára lett. Egyetemi tanári kinevezése után a Professzorok Batthyány Köre tagja.
A 2002-es önkormányzati választáson független polgármester-jelöltként indult Szegeden, de támogatták egyes jobboldali pártok is (pl. a Fidesz, illetve a Magyar Demokrata Fórum), azonban alulmaradt a Magyar Szocialista Párt jelöltjével, Botka Lászlóval szemben. A későbbi polgármester felkérésére a jogi és ügyrendi bizottságának külső szakértője lett. 2002-ben belépett a Fideszbe, majd a párt szegedi elnökségének tagja lett.
Az Országgyűlés 2005 novemberében megválasztotta az Alkotmánybíróság tagjává. Ekkor lemondott minden társadalmi tisztségéről és kilépett a Fideszből. Mandátuma 2014 novemberében járt le.

## Munkássága
Kutatási területe a büntetőjog magyar és európai története, az egyházi bíráskodás és az alkotmánytörténet.
Nevéhez fűződik Bónis György több munkájának, illetve bibliográfiájának sajtó alá rendezése és kiadása. Munkássága kezdetén alkotmánytörténeti kérdésekkel foglalkozott, később áttért más jogágak történeti kutatására, elsősorban a büntetőjog és a szerzői jog területén. Külön publikációkat írt a magyar büntetőjog-történet egyes állomásairól, illetve az európai jogtörténet egyes kérdéseiről. Jelentős az egyházi bíráskodás kutatása terén kifejtett munkássága is. Munkáit elsősorban magyar és német nyelven adja közre. Több cikke jelent meg a Jogtudományi Közlöny, illetve a Rubicon című folyóiratokban.

## Díjai
- Szeged város díszpolgára (2015)
- A Magyar Érdemrend középkeresztje (2022)

## Családja
Felmenői tanárok, illetve jogászok voltak Zalaegerszegen. Nős, felesége Ágnes. Házasságukból kilenc gyermeke született. Fiatal korától kezdve aktív keresztszülő, feleségével közösen tíz, összesen tizenhárom keresztgyermeke van.

## Főbb publikációi
- Az első népképviseleti választások Zala megyében – 1848 (1986)
- A Szemere-féle szerzői jogi törvényjavaslat (1991)
- Die Verdachtsstrafe als Erscheinungsform der Schuldvermutung (1993)
- Bónis György: Szentszéki regeszták (1997)
- Deák Ferenc és az anyagi büntetőjog kodifikációja (1998)
- Egy elfelejtett büntetőtörvény-tervezet (1998)
- Középkori bajor egyházi bíráskodás (2000)
- Az Aranybulla helye a mai alkotmánytörténetben (2001)
- Deák Ferenc és a polgári átalakulás Magyarországon. A 2003. november 4-5-én a szegedi városházán tartott konferencia előadásai; szerk. Balogh Elemér, Sarnyai Csaba Máté; Pólay Elemér Alapítvány, Szeged, 2005 (A Pólay Elemér Alapítvány könyvtára)
- A modern büntetőjog és a polgári átalakulás kapcsolata (2005)
- Ungarn auf der Schwelle in die EU. Herausforderungen und Aufgaben für Wirtschaft und Gesellschaft; szerk. Balogh Elemér; Pólay Elemér Alapítvány, Szeged, 2006 (A Pólay Elemér Alapítvány könyvtára)
- Legal transitions. Development of law in formerly socialist states and the challenges of the European Union; szerk. Balogh Elemér et al.; Pólay Elemér Alapítvány, Szeged, 2007 (A Pólay Elemér Alapítvány könyvtára)
- A magyar alkotmánybíráskodás sarkalatos normái; szerk. Balogh Elemér, Trócsányi László; Pólay Elemér Alapítvány, Szeged, 2009 (Fundamenta fontium juris)
- Emlékkönyv Dr. Ruszoly József egyetemi tanár 70. születésnapjára; szerk. Balogh Elemér, Homoki-Nagy Mária; SZTE ÁJK Tudományos Bizottság, Szeged, 2010 (Acta juridica et politica)
- Az Alkotmánybíróság és a rendes bíróságok – 20 év tapasztalatai. A Szegedi Ítélőtábla és a Szegedi Tudományegyetem Állam- és Jogtudományi Karának tudományos előadóülése. Szeged, 2009. október 30.; szerk. Balogh Elemér; Pólay Elemér Alapítvány, Szeged, 2011 (Lectiones iuridicae)
- Változások a magyar alkotmányjogban. Tanulmányok az Alaptörvényről; szerk. Balogh Elemér et al.; Nemzeti Közszolgálati és Tankönyvkiadó, Szeged, 2012 (Hallgatói közjogi dolgozatok)
- Das neue ungarische Grundgesetz. Eine Fachkonferenz der juristischen Fakultäten der Partneruniversitäten von Potsdam und Szeged über die ungarische Verfassung. Potsdam, den 7. Mai 2012; szerk. Balogh Elemér; Pólay Elemér Alapítvány, Szeged, 2012 (Lectiones iuridicae, 6.)
- Ünnepi kötet Dr. Blazovich László egyetemi tanár 70. születésnapjára; szerk. Balogh Elemér, Homoki-Nagy Mária; SZTE ÁJK, Szeged, 2013 (Acta juridica et politica)
- Az államok nemzetközi jogi felelőssége – tíz év után. In memoriam Nagy Károly (1932-2001). A Szegedi Tudományegyetem Állam- és Jogtudományi Karának tudományos emlékülése. Szeged, 2011. november 11.; szerk. Balogh Elemér, Blutman László; Pólay Elemér Alapítvány, Szeged, 2013 (Lectiones iuridicae)
- Fundamental rights in Austria and Hungary. Research seminar. Vienna, 24-25. April 2015; szerk. Balogh Elemér, Sulyok Márton; Pólay Elemér Alapítvány–Iurisperitus Bt., Szeged, 2015 (Lectiones iuridicae)
- A történeti alkotmánytól az Alaptörvényig. A Szegedi Tudományegyetem Állam- és Jogtudományi Kara, az Igazságügyi Minisztérium, valamint a Magyar Tudományos Akadémia Szegedi Akadémiai Bizottsága Jogtudományi Szakbizottságának tudományos előadóülése. Szeged, 2015. november 26.; szerk. Balogh Elemér; Pólay Elemér Alapítvány–Iurisperitus Bt., Szeged, 2015 (Lectiones iuridicae)
- Schwabenspiegel-Forschung im Donaugebiet. Konferenzbeiträge in Szeged zum mittelalterlichen Rechtstransfer deutscher Spiegel; szerk. Balogh Elemér; De Gruyter, Berlin–Boston, 2015 (Ius saxonico-maideburgense in Oriente, 4.)
- Számadás az Alaptörvényről. Tanulmányok a Szegedi Tudományegyetem Állam- és Jogtudományi Kar oktatóinak tollából; szerk. Balogh Elemér; Magyar Közlöny Lap- és Könyvkiadó, Bp., 2016